# Нарни, Эразмо да
Эразмо да Нарни (итал. Erasmo da Narni) по прозвищу Гаттамелата (итал. Gattamelata; 1370, Нарни — 16 января 1443, Падуя) — итальянский кондотьер.
Сын пекаря. Военную карьеру начинал солдатом у кондотьера Чекколо Брольа, позже перешёл на службу к Браччо да Монтоне. Состоял на службе у пап, Флоренции, Венеции.
Стал правителем Падуи в 1437 году. Донателло создал знаменитую конную статую Гаттамелаты.
В 1440 году, собирая флотилию на озере Гарда, пережил кровоизлияние в мозг. После этого кондотьер уже не вёл значительных военных кампаний, так и не сумев восстановиться. Умер в Падуе в 1443 году.

## Прозвание
Прозввание Gattamelata объясняют по-разному. Gatta означает «кошка», melata — «пчелиные соты», melatо — «медовый, медоточивый, сладкий». Всё вместе может быть понято либо как «пятнистая кошка», либо: «медоточивая (то есть льстивая) кошка», либо как «кошка цвета мёда». Известно, что кондотьер отличался хитростью, коварством и жестокостью. Отсюда ироничный оттенок. По иной версии происхождение прозвища возводят к фамилии его матери Gattelli, или к тактике заманивать противников в засаду (Джованни Эроли), или же к его нашлемнику в виде кошки цвета мёда.

## В искусстве
Исторически кондотьер приобрёл знаменитость не столько благодаря личным заслугам, сколько благодаря Донателло. Выразительность скульптуры сделала её необычайно популярной в среде художников. Гипсовый слепок головы кондотьера используют в процессе обучения рисунку в художественных студиях и академиях. Причём эта голова по причине её необычности чрезвычайно трудна для изображения. Резкие, но при этом трудные для воспроизведения, черты лица позволяют начинающим художникам учиться работать с формой, тональными отношениями, светом и тенью.
Гипсовый слепок конной статуи Гаттамелаты находится в ГМИИ им. А. С. Пушкина. Этот образ использован в кинофильме «Старики-разбойники» для одного из всадников, которые гонятся за главным героем фильма в его кошмарном сне.